# 神奈川大学工学研究所
神奈川大学工学研究所（かながわだいがくこうがくけんきゅうじょ）は、神奈川県横浜市にある神奈川大学の附置研究所。

## 概要
神奈川大学工学研究所は目的を工学に関する研究調査を行い、工学の発展に資するとして1975年に設置

## 沿革
- 1975年5月	神奈川大学工学研究所創設[1]
- 1976年3月	ミニコン（Nova）の導入、カード穿孔機導入
- 1977年5月	工学研究所の建物（3号館と4号館の隙間に研究棟の建設）
- 1977年8月	工学研究所所報創刊（1号）
- 1978年11月	PANAFACOMV400シリーズ導入
- 1979年6月	東大大型計算機センターと接続開始
- 1980年3月	X線マイクロアナライザ導入
- 1982年7月	情報処理センター発足
- 1984年3月	強力型粉末X線回折装置（理学RDA-rA）／単結晶自動X線回折装置（理学AFC-6A）導入
- 1987年3月	複合表面分析装置（島津ASIX-1000）／電子描画装置の設置（エリオニクスELS-3300）導入
- 1987年6月	スーパーミニコン（日本データゼネラル）導入
- 1987年12月	示差熱分析装置（理学TG-DTA）導入
- 1988年3月	二重収束GC質裏分析装置（日立M-2000）の導入
- 1990年12月	誘導結合プラズマ発光分析装置（セイコー電子SPS-1500）導入
- 1991年2月	電界放射型走査電子顕微鏡（日立S-4000）導入
- 1994年2月	強力型粉末X線回折装置RDA-rA型をRDA-rX,PC型に更新、単結晶自動X線回折装置AFC-6A型をAFC-6,PC型に更新
- 1996年6月	電子描画装置（ELS-3300）計算機・コントローラ・微動台更新
- 1997年2月	誘導結合プラズマ発光分析超音波ネブライザー装置（セイコーSPS-1200）導入
- 2001年2月	工学研究所が23号館地下1階に移動（461m²）
- 2002年3月	透過型電子顕微鏡（日本電子JEM2010）、X線光電子分光装置（日本電子JPM9010MC）導入
- 2004年3月	CCD単結晶X線構造解析装置（理学Staturn70）更新
- 2006年3月	X線回折装置（理学UltimaⅢ）更新
- 2007年3月	質量分析装置（日本電子JMS_T100cs）、質量分析装置（島津AXIMA_CFR）更新
- 2007年8月	研究所客員教授制度

## 組織
- 神奈川大学工学研究所

## 研究
様々な工学研究（共同研究、プロジェクト研究等）を行うが2017年度の共同研究は以下の通り。共同研究一覧（2017年最新）
- 軽量・高性能ハイブリッドロケットエンジンの研究・開発	髙野 敦／機械工学
- 無機触媒/半導体ハイブリッド型水素・酸素生成太陽光熱電池の創製	松木 伸行／電気電子情報工学
- 希少糖や核酸誘導体を基盤とする次世代型エピジェネティック医薬の開発	赤井 昭二／物質生命化学
- ペロブスカイト酸化物の欠陥構造制御とプロトン伝導	齋藤 美和／物質生命化学
- 二酸化炭素の資源化のための有機半導体-金属錯体複合光電極の創成	松原 康郎／物質生命化学
- 微細空間における流体の特異な挙動の解明とそれを利用した新規ナノ流体デバイスの創製	客野 遥／物理学

## 研究成果
研究成果として
- 2000年、横澤勉教授-世界で初めて縮合系高分子の精密合成法の開発[3]
- 2017年、松木伸行、色川吉広、伊高健司、鯉沼秀臣、角谷正友-ショットキー型接合素子を用いた光電変換素子及び太陽電池の発明[4][5]

等

## 著名な研究者
- 井川学-酸性沈着物質、膜分離、酸性雨酸性霧と森林衰退研究
- 高野敦-神奈川大学工学部航空宇宙構造研究室・宇宙ロケット部参照
- 横澤勉-世界初「縮合系高分子精密合成法」に成功した先駆者[6]
- 原村嘉彦－スターリングエンジン実用研究

等